# Josia lugens
Josia lugens är en fjärilsart som beskrevs av Felder 1874. Josia lugens ingår i släktet Josia och familjen tandspinnare. Inga underarter finns listade i Catalogue of Life.